# Natalia Aszkenazy
Natalia Aszkenazy (Moscú,,5 de junio de 1915 – Nueva York, 1988) más tarde Natalia Drohojowska, fue una diplomática y conferenciante polaca durante la Segunda Guerra Mundial.

## Primeros años
Natalia Aszkenazy nació en Milán, hija de un banquero basado en Varsovia. Fue educada en Inglaterra, Francia, Italia y Suiza, antes de asistir a la Universidad de Ginebra, donde  estudió economía y política.

## Carrera
Tras un breve período en la Ciudad de Nueva York trabajando para la Cruz Roja, Aszkenazy trabajó en prensa y relaciones públicas en la embajada polaca en Washington D. C. de 1939 a 1941. Fue attachée de la embajada polaca en Moscú de 1941 a 1943. Fue descrita en 1941 como "la única mujer en el cuerpo diplomático en Moscú". Durante la Segunda Guerra Mundial  dio conferencias en los Estados Unidos sobre sus experiencias como mujer diplomática y sobre las esperanzas posguerra del pueblo polaco. Su look elegante se comentaba tanto como el contenido de sus discursos. También dio una conferencia en una celebración del aniversario de la constitución polaca en 1944, en Los Ángeles.
Como esposa de un diplomático,  mantuvo correspondencia con la poeta chilena Gabriela Mistral. Fue también benefactora de la pequeña ciudad de San Sebastián Chimalpa en México, donando libros y un pozo en 1950.

## Familia
Natalia Aszkenazy se casó con un conde polaco, el también diplomático Jan Drohojowski (1901–1979), en 1943. Su marido trabajaba para el gobierno de Polonia en el exilio en Londres; fue más tarde enviado a México, Nicaragua y Egipto, antes de convertirse en un escritor. Su hijo Adam (Pancho) Drohojowski nació en México en 1947.